# Come What May
Singles par Nicole Kidman
Somethin' Stupid
(2001)
Come What May est une chanson écrite par David Baerwald et Kevin Gilbert. Elle a été originellement créée pour Nicole Kidman et Ewan McGregor dans le film musical américain Moulin Rouge, sorti en 2001.
La chanson était à l'origine écrite pour le film Roméo + Juliette (1996), mais a fini dans Moulin Rouge.
La chanson a été nommée pour le Golden Globe de la meilleure chanson originale, mais a perdu face à Until... de Sting, du film Kate et Léopold. Par contre, parce qu'elle était originellement écrite pour un autre film, la chanson était inéligible pour les Oscars.

## Accolades
La chanson (dans la version originale du film Moulin Rouge sorti en 2001) est classée 85e dans la liste des « 100 plus grandes chansons du cinéma américain » selon l'American Film Institute (AFI).